# الخطوط الجوية اليابانية رحلة 123

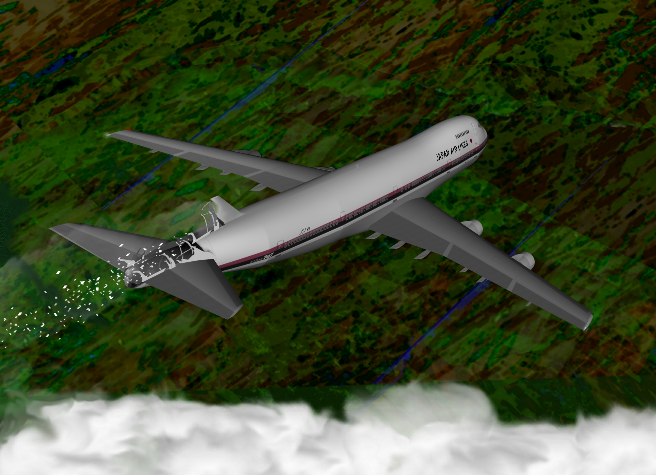
طائرة الخطوط الجوية اليابانية رحلة 123

الخطوط الجوية اليابانية رحلة 123 هي رحلة محلية كانت متجه من مطار طوكيو هانيدا الدولي إلى مطار أوساكا (إيتامي). في يوم الاثنين أغسطس 12، 1985، عانت الطائرة بوينغ 747-146SR (بتسجيل JA8119) في الطريق من عطل ميكانيكي بعد 12 دقيقة من إقلاع الطائرة، وتحطمت بعد 32 دقيقة إلى قسمين على ساسة جبال Takamagahara في أوينو، ولاية Gunma. على بعد 100 كيلومتر (62 ميل) من طوكيو. وكان موقع الحادث على قمة جبل (御巣鷹 の 尾根 Osutaka). توفي جميع أفراد الطاقم 15 و 505 من 509 راكبا، بمجموع 520 حالة وفاة من 524 شخص وأربعة ناجين.
تعتبر الحادثة واحدة من أسوأ حوادث الطائرات في التاريخ، وثاني أعنف حادث تحطم طائرة عرضية في التاريخ بعد كارثة مطار تينيريفي.

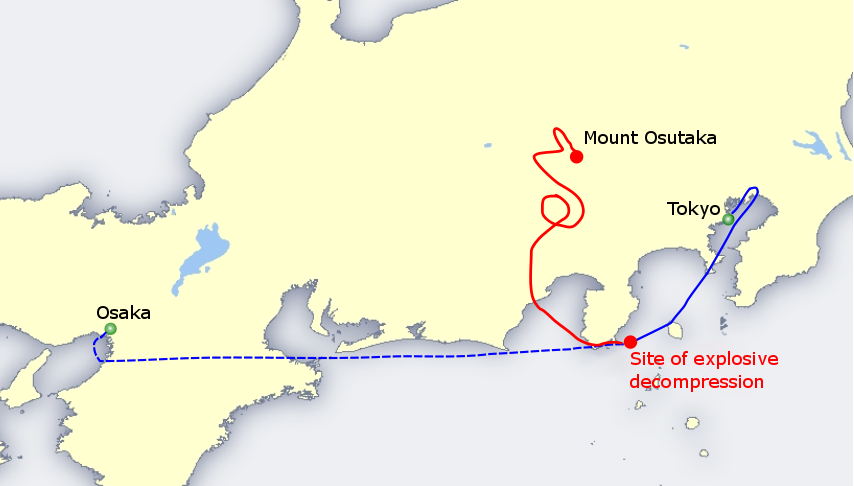
مسار الرحلة 123

## ضربة الذيل منذ 7 سنوات
في 2 يونيو 1978:تعرضت الطائرة نفسها برقم الرحلة 115 التابعة للخطوط الجوية اليابانية بضربة ذيل بينما كانت تحمل علي متنها 379 راكبا و 15 من أفراد الطاقم في رحلة من مطار طوكيو هانيدا الدولي إلى مطار أوساكا الدولي كان قد جرح 23 راكبا بجراح طفيفة بسبب ضربة الذيل وقد أخذ المصلحون شهر و 6 أيام لإصلاح الذيل وحاجز الضغط الخلفي ما بين 11 يونيو و 17 يوليو 1978 ولكن تمت مخالفة 3 قوانين لإصلاح الذيل وحاجز الضغط الخلفي أولاً هو وضع لوحة طويلة خضراء امتدّت عبر الحاجز أفقيا ووضع لوحتي طويلتي حمراء وزرقاء متوسطتي الطول أفقيا ولكن كان يجب قطع اللوحة الخضراء وثم ثانيا كان عليهم تثبيت 320 برغي في لوحتين منفصلتين ولكن أخطأوا بوضع 78 برغي في لوحة منفصلة ويساوي 156 برغي في لوحتين منفصلتين وثالثا كان يجب تلوين حول خطين من البراغي خط طويل أبيض لحمايته من الصدأ والتأكل ولكن تم تلوينه حول خط براغي واحدة فقط.

## الأسباب
يعتبر السبب الرئيسي في الحادث هو تحطم حاجز الضغط الخلفي بعد إصابتها في حادثة سابقة وتم اصلاحه من قبل شركة بوينغ حيث قام فنيو التصليح بتركيب صفائح الدعم (doubler plates) بطريقة خاطئة، مما سبب في فشل حاجز الضغط الخلفي.

## وصلات خارجية
- (بالإنجليزية) Aircraft Accident Report - Aircraft Accident Investigation Commission (East Asian fonts may need to be installed)
- (باليابانية)  - [[JAL123 Tokyo control communications records
- (باليابانية) Aircraft Accident Report - Aircraft Accident Investigation Commission